# Ventura García Escobar
Ventura García Escobar (1817-1859) fue un abogado, político y escritor decimonónico español, adscrito a la literatura romántica.

## Biografía
Nacido en la localidad de Medina de Rioseco el 16 de septiembre de 1817, se licenció en derecho en la Universidad de Valladolid en 1840, obteniendo con posterioridad el doctorado en la misma universidad. Su producción literaria se adscribió al movimiento romántico, inicialmente con características zorrillistas. Colaborador en el Semanario Pintoresco Español, publicó allí diversas entradas sobre las comarcas de Tierra de Campos y de Torozos. Miembro del Partido Progresista, llegó a ejercer de alcalde y de teniente de alcalde de Medina de Rioseco.
Falleció en su localidad natal el 6 de noviembre de 1859.

## Obras
Teatro
- — (1846). Juana de Castilla.[4]
- — (1847). La copa y el puñal.[4]
- — (1847). Engaños por desengaño.[4]
- — (1859). El Cid.[4]

Novela histórica
- — (1859). Los comuneros.[4]

Poesía
- — (1857). El último Beni-Omeya.[6]
- — (1866). Romancero de Cristóbal Colón.[7] (publicación póstuma)